# Pierre Agostini
Pierre Agostini (francouzská výslovnost: [pjɛʁ aɡɔstini]; * 23. července 1941, Tunis) je francouzský experimentální fyzik a emeritní profesor na Ohijské státní univerzitě ve Spojených státech amerických, známý pro svou průkopnickou práci v laserové fyzice a attosekundové vědě. Je známý zejména pozorováním nadprahové ionizace a vynálezem rekonstrukce attosekundového výboje technikou interference dvoufotonových přechodů pro charakterizaci attosekundových světelných pulzů. V roce 2023 mu byla společně s Ferencem Krauszem a Anne L'Huillierovou udělena Nobelova cena za fyziku.

## Vzdělání
Pierre Agostini se narodil v Tunisu ve Francouzském protektorátu Tunisko v roce 1941. Bakalářský titul získal na národní vojenské škole Prytanée v La Flèche ve Francii v roce 1959.
Studoval fyziku na Aix-Marseille Université, kde následně v roce 1961 získal titul B.Ed. (licence d'enseignement) ve fyzice a v roce 1962 titul M.A.S. (diplôme d'études approfondies). V roce 1968 zde dokončil doktorát s prací na téma vícevrstvých dielektrických filtrů pro ultrafialové záření s názvem Appareillage permettant la réalisation de filtres multidiélectriques UV: Étude des couches Sb2O3.
Po získání doktorátu se v roce 1969 stal výzkumným pracovníkem na CEA Saclay a zůstal tam až do roku 2002. Během této doby pracoval v laboratoři Gérarda Mainfraye a Clauda Manuse, kde zkoumal multifotonovou ionizaci pomocí tamních výkonných laserů. Jako první v roce 1979 pozorovali nadprahovou ionizaci v xenonovém plynu.
V roce 2001 se Agostinimu a jeho týmu v CEA Saclay spolu s Harmem Geertem Mullerem z Nizozemské nadace pro základní výzkum hmoty (FOM) podařilo pomocí pokročilého laseru v Laboratoire d'Optique Appliquée vytvořit sled pulzů, které trvaly 250 attosekund. Rekombinací ultrakrátkých ultrafialových pulzů s původním infračerveným světlem vytvořili interferenční efekt, který mu umožnil charakterizovat délku a rychlost opakování pulzů.
Agostini byl v letech 2002 až 2004 hostujícím vědcem v Brookhaven National Laboratory v americkém státě New York, kde pracoval ve skupině Louise F. DiMaura. V roce 2005 se stal profesorem fyziky na Ohijské státní univerzitě (OSU) a vedl laboratoř společně s Louisem F. DiMaurem, který na OSU přišel o rok dříve. Agostini z OSU odešel v roce 2018.

## Vyznamenání a ocenění
Agostini v roce 1995 obdržel cenu Gustava Ribauda od Francouzské akademie věd. V roce 2003 obdržel cenu Gay-Lussac–Humboldt Prize a stipendium Joopa Lose od Nizozemské nadace pro základní výzkum hmoty (FOM). Také v roce 2007 obdržel cenu Williama F. Meggerse za spektroskopii od Optical Society of America (OSA). V roce 2008 byl zvolen členem OSA „za vedoucí postavení ve vývoji inovativních experimentů poskytujících zásadní pohled na dynamiku nelineární odezvy atomů a molekul vystavených silným infračerveným laserovým pulzům“.
V roce 2023 obdržel spolu s Anne L'Huillierovou a Ferencem Krauszem Nobelovu cenu za fyziku za „experimentální metody, které generují attosekundové pulsy světla pro studium dynamiky elektronů ve hmotě“.